# Albert Beck
Albert Michael Beck (* 15. April 1937 in Hellbühl, Kanton Luzern) ist Gründer der Münzenmesse World Money Fair und Gründer der Zeitschrift MünzenRevue. 

## Biografie
Nach einer Lehre als Buchdrucker und Schriftsetzer arbeitete Beck als Korrektor und Revisor, ehe er sich entschloss, im Abendstudium die Matura nachzuholen. Er studierte an der Philosophisch-Historischen Fakultät der Universität Basel und lehrte an der Allgemeinen Gewerbeschule Basel, später an der Kunstgewerbeschule und bis zu seiner Pensionierung an der Schule für Gestaltung. Während des „Silberbooms“ der Jahre 1967/8 gründete er die MünzenRevue, um das steigende Interesse an Münzen zu befriedigen. Die MünzenRevue entwickelte sich zu einer der bedeutendsten Zeitschriften für den Sammler. Albert Beck war Eigentümer und Chefredakteur der Zeitschrift bis zum August 2000. Danach übernahm der Gietl Verlag Betreuung und Produktion. Albert Beck bleibt der MünzenRevue als Redakteur verbunden.
Eine weitere Entwicklung während des Silberbooms waren die vielen lokalen Münzenbörsen, die überall gegründet wurden. Albert Beck war Gründungsmitglied der Basler Münzenbörse. Als Redakteur, der nicht nur an der eigenen Veranstaltung interessiert war, sah er schnell, dass die vielen Börsen sich gegenseitig konkurrenzierten. So initiierte er die Gründung der Organisation Europäischer Münzenbörsen (OEMB). Er war selbst bei der Gründungsversammlung am 26. Juni 1971 als Gründungsmitglied anwesend. Für die Basler Messe wurde dabei ein Termin am Anfang des Jahres, Mitte Januar festgelegt.
Durch die guten Kontakte, die Albert Beck über die MünzenRevue zu den verschiedenen Münzstätten hatte, entwickelte sich die Münzenmesse Basel, heute World Money Fair zu einem Schaufenster der Münzstätten. 1981 überzeugte Beck die Royal Canadian Mint, im Rahmen der Münzenmesse Basel sich den deutschen Sammlern zu präsentieren. Damit war sie die erste ausländische Münzstätte, die sich im Rahmen einer Münzbörse präsentierte. Inzwischen kommen jährlich rund 50 staatliche Münzprägeanstalten zu diesem Event, um ihre neuesten Produkte zu präsentieren. 1989 erhielt Beck den Otto-Paul-Wenger-Preis des Verbandes der Schweizerischen Berufsnumismatiker. 1993 wurde er zum Exekutivmitglied der neu gegründeten Sammlerkommission „Olympic Philately, Numismatic and Memorabilia Commission“ des Internationalen Olympischen Komitees ernannt.

## Sammlung Albert M. Beck
Albert M. Beck legte eine bedeutende Sammlung von Erstabschlägen der Schweizerischen Eidgenössischen Münzstätte, heute Swissmint an. Sie wurde 2009 von der numismatischen Abteilung der UBS in Basel versteigert.

## Veröffentlichung
- Die Geschichte der World Money Fair. 40 Jahre – von den Anfängen bis zur Gegenwart. Auszug als PDF. Gietl, Regenstauf 2011, ISBN 978-3-86646-536-7.